# Stanley Helin

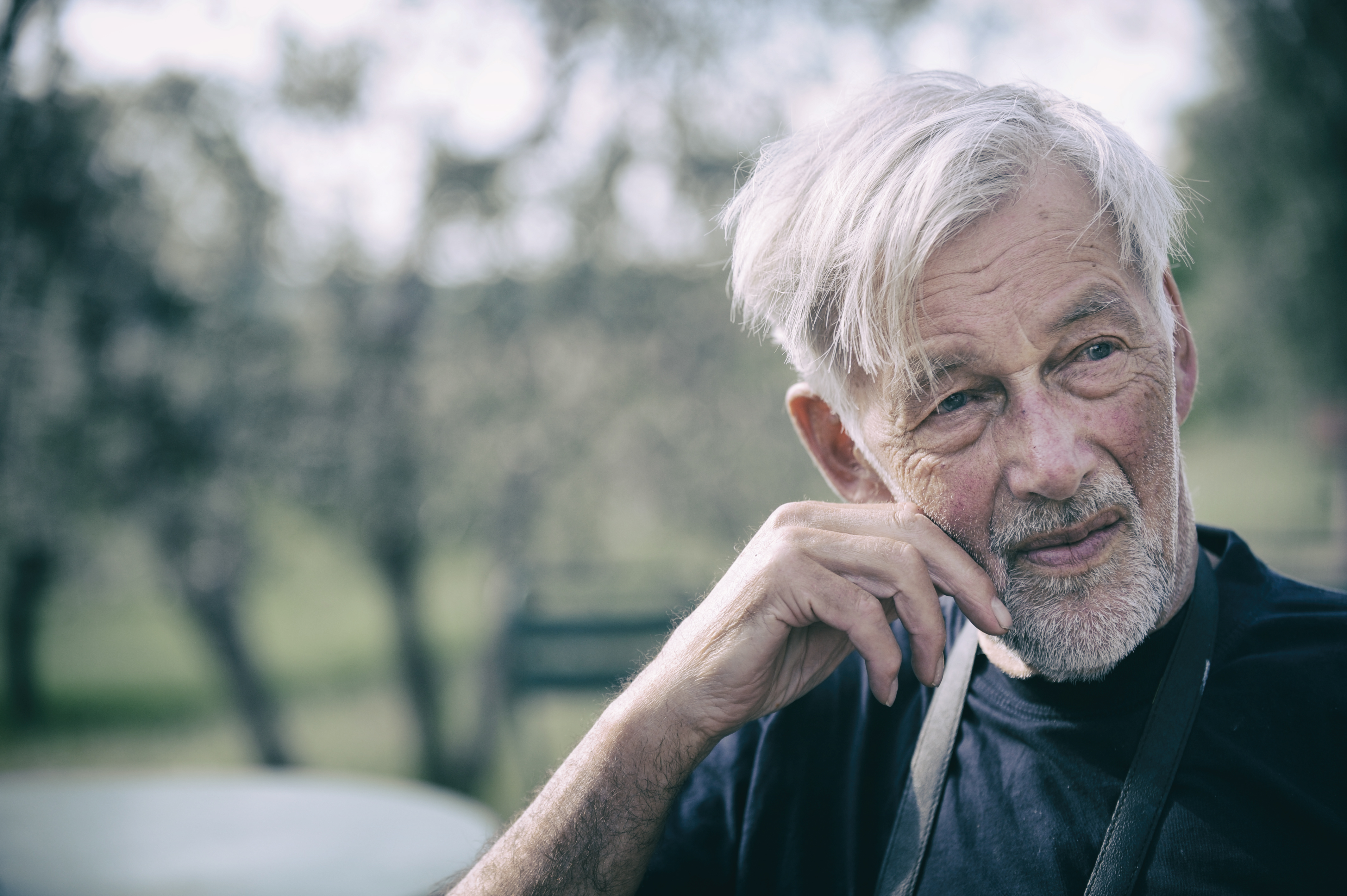
Stanley Helin i Toscana 2011. Fotograferad av sonen Patrik Gunnar Helin.

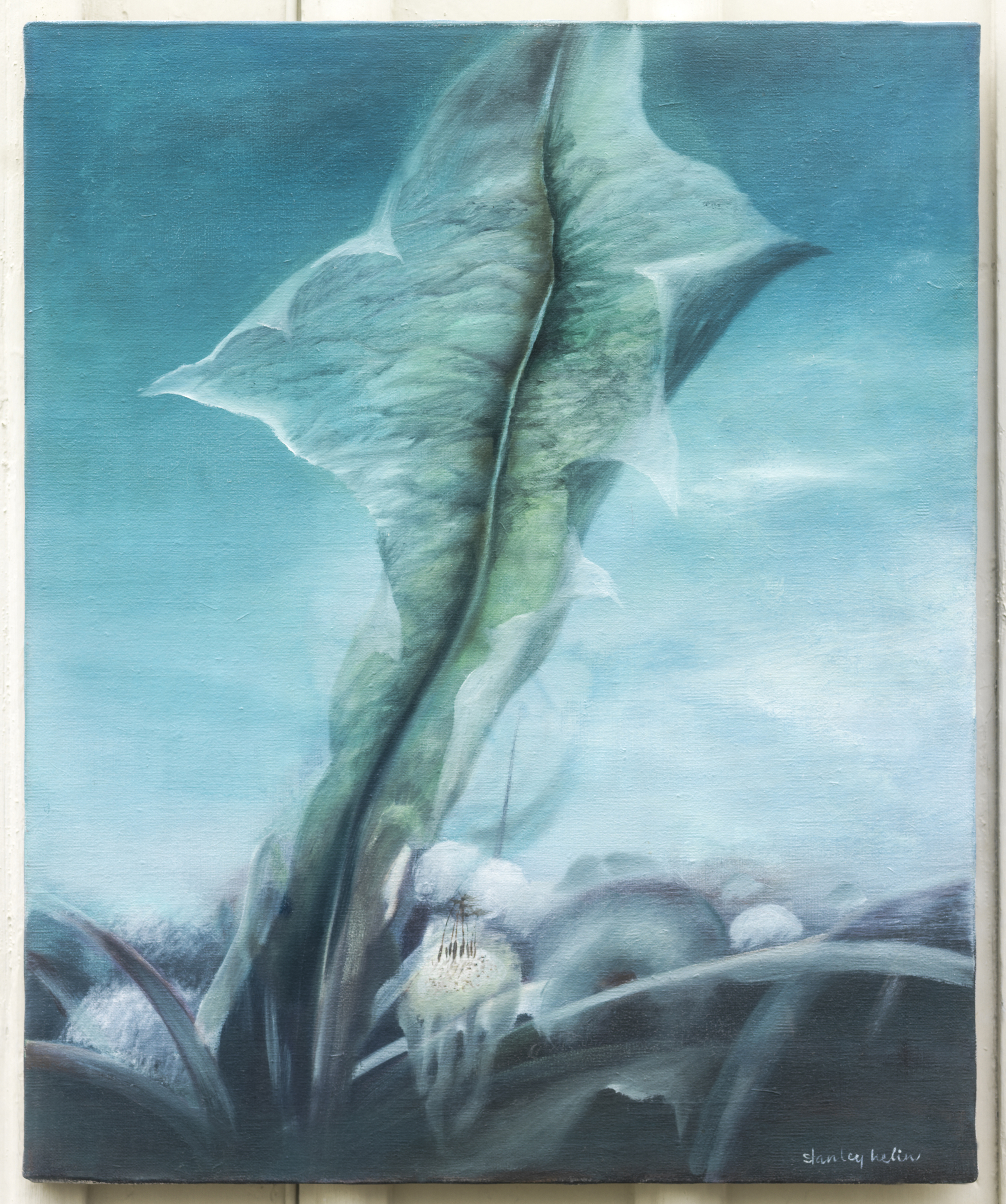
Himlablad, olja, 60x55cm, 1983

Stanley Helin, född 21 maj 1929 i Yllestad, Kättilstorp, Skaraborgs län, död 3 november 2012 i Skallsjö, var en svensk målare. Han var far till fotografen Patrik Gunnar Helin.
Helin var som konstnär autodidakt. Han var mest känd för sina avbildningar av maskrosens värld. Ur ett Harry Martinssons tuvperspektiv, enligt honom själv. Han medverkade i utställningar på bland annat Galleri B:fors på Karlavägen i Stockholm, Sveriges Television i Göteborg, Göteborgs konsthall, Göteborgs konstmuseum, Grafiska Sällskapet i Stockholm, Hälsinglands museum och på Älvsborgs länsmuseum. Bland hans offentliga arbeten märks ett flertal utsmyckningar för olika bostadsområden i Göteborgs trakten. Han har tilldelats stipendier från Göteborgs stad, Konstnärsnämnden, Älvsborgs läns landstings kulturstipendium och Lerums kommuns kulturstipendium. Hans konst består av målningar på  gränsen till det abstrakta med symboler och framväxande livfärgskala med röda, grå och svarta toner. Helin är representerad vid Göteborgs konstnämnd, Göteborgs konstmuseum, Göteborgs läns landsting, Statens konstråd, Skaraborgs landsting, Värmlands läns landsting, Örebro läns landsting samt Västra Götalandsregionens konstenhet.